# Non è Francesca
Non è Francesca è un brano musicale scritto e composto da Lucio Battisti e Mogol. Interpretato originariamente dal gruppo beat italiano I Balordi nel 1967, raggiunse grande notorietà con l'interpretazione data dallo stesso Battisti nel 1969, che lo ha reso una «punta di diamante della sua produzione» e un classico della musica italiana.

## Testo
Il testo del brano, scritto da Mogol, ha come protagonista un uomo a cui viene riferito che la sua compagna Francesca lo tradisce; lui però si ostina a non volerlo credere, neanche di fronte all'evidenza.
Il testo ha la forma di un monologo, che costituisce la risposta del protagonista a un'altra persona, che si immagina fuori campo, e che gli ha riferito il comportamento della sua compagna. Nonostante gli indizi gravi e concordanti, il protagonista è incapace di ammettere quanto accaduto, e si ostina a voler credere alla fedeltà della sua Francesca.
Nella strofa, il testo alterna i dati di fatto («era vestita di rosso») con i commenti personali («no non può essere lei»), una caratteristica tipica del blues.
Secondo il musicologo Gianfranco Salvatore la canzone è, come la successiva Comunque bella, un «distillato [dell']angoscia maschile per la menzogna e il tradimento». Luciano Ceri giudica il testo di Mogol «perfetto» perché con due o tre immagini riesce a rievocare un'intera storia.

## Composizione
La composizione di Non è Francesca risale all'estate del 1966 o ad ancora prima.
All'epoca, Battisti doveva ancora scoprirsi cantante, e anche come autore non era ancora pienamente affermato; per tale ragione, la canzone rimase per diverso tempo all'interno di un repertorio che Battisti presentava ad altri gruppi e cantanti, in cerca di qualcuno che le interpretasse.
Alla fine dell'estate del 1966, Battisti e Mogol proposero questa e altre canzoni ai Nomadi, che in quel periodo stavano registrando Noi non ci saremo; il gruppo non rifiutò esplicitamente la canzone, ma la proposta sfumò ugualmente, perché avrebbe significato non portare a termine la registrazione e la collaborazione con Francesco Guccini.
Dopo il rifiuto dei Nomadi, Battisti pensò di cedere la canzone a Roby Matano, suo amico e compagno di band ne I Campioni, probabilmente in segno di riconoscenza dell'aiuto datogli prima di incontrare Mogol nel raggiungere una maturazione artistica. Egli registrò un provino della canzone, accompagnato al pianoforte da Alberto Pasetti de I Nuovi Angeli. Matano era sotto contratto con la Durium, ma la Ricordi gli propose di partecipare con Non è Francesca alla rassegna Un disco per l'estate 1967; Mogol si era già accordato con il direttore della Durium perché concedesse il proprio benestare all'incisione. Tuttavia nell'autunno del 1967 il direttore artistico della Durium preferì farlo interpretare al gruppo beat I Balordi, su cui all'epoca stava puntando; Matano ne rimase molto deluso.

## Interpretazione dei Balordi
La realizzazione del brano da parte de I Balordi fu curata dallo stesso Battisti, che realizzò un provino in ceralacca che doveva servire loro come guida nell'esecuzione del brano, insieme a una seconda lacca che conteneva il brano Aspettando domani (che avrebbe dovuto essere anch'esso inciso dai Balordi, ma che invece non fu mai pubblicato). Nel provino di Battisti, forse per un suo errore, il vestito di Francesca non è rosso ma bianco, dettaglio che è stato mantenuto anche nella versione finale dei Balordi. Inoltre Battisti collaborò alla realizzazione dell'arrangiamento e partecipò alla registrazione suonando il basso. La registrazione avvenne pressoché in diretta e senza modifiche di post-produzione.
La canzone fu pubblicata nel dicembre del 1967 come lato A del 45 giri Non è Francesca/Guardando te. Il singolo, però, passò praticamente inosservato e fu ignorato da critica e pubblico; la Durium sostanzialmente non distribuì neanche il disco.
L'insuccesso fu dovuto alla totale mancanza di promozione del 45 giri da parte della casa discografica e allo scarso seguito goduto dai Balordi, gruppo decisamente originale, che oscillava tra il demenziale, il rock and roll del momento e la canzone napoletana. Inoltre, secondo Luciano Ceri, la presenza di batteria, basso e chitarra elettrica era eccessiva per la leggerezza insita nella struttura di Non è Francesca.
La versione dei Balordi non fu inclusa in nessun album ed è stata ripubblicata solo nel 1993, sul CD Quei favolosi anni sessanta.

## Interpretazione di Lucio Battisti
Sul finire del 1968 Battisti, che ormai iniziava ad affermarsi anche come cantante, decise di ripescare la canzone e di inciderne una propria interpretazione da includere nel suo prossimo singolo.

### Registrazione

Battisti fotografato in sala d'incisione il 30 dicembre 1968, durante la registrazione di Non è Francesca, con in mano una chitarra Framus Camping King

Per l'arrangiamento, Battisti si affidò a Gian Piero Reverberi. A differenza di quanto accaduto con la versione dei Balordi, stavolta Battisti e Reverberi scelsero di dare alla canzone un arrangiamento che mettesse in risalto soprattutto il canto, decidendo di usare soltanto una chitarra acustica (suonata dallo stesso Battisti con la sua Fender Shenandoah) e una sezione di archi. La partitura degli archi e la direzione dell'orchestra furono curati dallo stesso Reverberi.
La registrazione avvenne a Milano il 30 dicembre 1968.
Dal momento che la canzone era molto breve, nacque l'idea di allungarla per mezzo di una coda strumentale da inserire alla fine. Alla registrazione della coda parteciparono Battisti alla chitarra acustica ed elettrica, Damiano Dattoli al basso, Andrea Sacchi alla chitarra elettrica e Gianni Dall'Aglio dei Ribelli alla batteria. Le parti furono eseguite con una certa libertà e i musicisti ebbero modo di improvvisare; dal molto materiale registrato furono poi estratti i due minuti effettivamente pubblicati.
Nella lavorazione della coda, Battisti rivolse particolare importanza alla tecnica e alla ricerca sonora. Infatti, al suo interno, Battisti tornò ad utilizzare l'innovativa soluzione tecnica del backmasking, ampiamente impiegata nella musica psichedelica d'oltremanica (in particolare dai Beatles) e che Battisti, per primo in Italia, aveva già impiegato nel 1967 all'interno di Era e poi di nuovo in Io vivrò. La tecnica consisteva nel registrare un suono (in questo caso la chitarra elettrica) in una bobina che veniva poi montata in posizione capovolta, in modo tale che si sentisse al contrario.
Battisti dedicò molto tempo a questo aspetto, che non considerava un dettaglio, ma anzi gli interessava più della canzone in sé. L'effetto fu ottenuto da Battisti con l'aiuto del tecnico del suono Walter Patergnani.
Nel corso della giornata del 30 dicembre, lo venne a trovare in studio di registrazione l'amico fotografo Cesare Montalbetti, che in quell'occasione realizzò una nota sessione fotografica.
Il transfer venne realizzato il 9 gennaio 1969.

### Musica
La versione di Battisti fonde insieme generi profondamente diversi: l'atmosfera generale è mediterranea e tipica della musica italiana, ma la strofa è in dodici battute, un elemento tipico del canone blues. L'arrangiamento è classicheggiante ed è costituito da archi e chitarra, stessa accoppiata usata dai Beatles in Yesterday. Battisti interpreta il brano con una voce «malinconica e quasi dolente», che esalta la linea melodica della canzone e trasmette la sensazione di smarrimento del protagonista della storia narrata. Per Ennio Morricone, la melodia che sale e scende continuamente «esprime con la musica il dubbio dietro la finta certezza delle parole».
Dopo circa un minuto e 45 secondi la canzone vera e propria termina, e sfocia in una lunga e celebre coda strumentale, che dura oltre due minuti. Nella coda la strumentazione cambia radicalmente: allo scarno accompagnamento usato fin lì, si aggiungono basso, batteria, chitarra elettrica e fiati.
La chitarra elettrica ha un suono anomalo e "misterioso" perché è invertita con la tecnica del backmasking, tipica del rock psichedelico. Secondo Renzo Stefanel, tale parte di chitarra costituisce un omaggio alla base dell'assolo centrale di Special Care dei Buffalo Springfield (gruppo molto apprezzato da Battisti), assolo che però è rielaborato al punto di trasformarsi in qualcosa di completamente diverso.
La chitarra acustica, che nella canzone era arpeggiata, nella coda viene usata in pennata e ripete per tutta la durata l'accordo Lam7, con la funzione di scandire il ritmo. I fiati intervengono ogni due battute. A metà della coda, quando il brano sembrava giunto alla conclusione, ritornano gli archi, che compongono una lunga scala ascendente.
Complessivamente, in questo amalgama vengono fusi elementi del country rock, della musica psichedelica e accenni di jazz.

### Pubblicazione
L'interpretazione di Battisti fu pubblicata il 31 gennaio del 1969 come lato B del 45 giri Un'avventura/Non è Francesca, e il 5 marzo successivo fu inclusa in Lucio Battisti, l'album di debutto del musicista. L'anno seguente, nel dicembre del 1970, sarà inclusa anche nell'album Emozioni.
Da allora è stata ripubblicata innumerevoli volte in raccolte, compilation e antologie del musicista. Tra queste, va citata la raccolta Le origini (1992), dove sono stati operati un nuovo missaggio e la rimasterizzazione in digitale, che conferiscono a tale versione un suono sensibilmente diverso da quella originale.

### Esibizioni dal vivo
Battisti ha cantato dal vivo degli accenni della canzone nella partecipazione al programma televisivo Speciale per voi del 15 aprile 1969 e nella trasmissione radiofonica Per voi giovani del dicembre 1971. Battisti la canta per intero nella trasmissione televisiva Incontro con Lucio Battisti del febbraio 1970, ma l'esibizione è in playback; quest'ultimo video è stato inserito nel DVD Il nostro canto libero pubblicato nel 2007. La canzone, inoltre, venne spesso eseguita nel corso della tournée estiva del 1969.

## Altre versioni
Nel corso del tempo, il brano è stato reinterpretato da molti altri artisti:
- Formula 3 (album Dies Irae, 1970)
- I Profeti (album Era bella, 1971)
- Mina (album Minacantalucio, 1975)
- Antonio e Marcello (album Concertando con..., 1983)
- Formula 3 (album Formula 3, 1990)
- Mango e Big Band (album Ci ritorni in mente, 1990)
- Antonella Tersigni, vocalist per Ilaria Galassi (album Non è la Rai, 1993)
- Eugenio Finardi (album Mina contro Battisti, 1995)
- Antonio e Marcello (album Ballando ballando, 1996)
- Santino Rocchetti (album Concerto per Lucio vol. 1, 1998)
- Beans (album I Beans cantano Battisti, 2001)
- Roberto Tardito (album I, 2024)